# جورج كارمان
جورج كارمان (بالإنجليزية: George Carman)‏ هو لاعب كرة قاعدة أمريكي، ولد في 29 مارس 1866 في فيلادلفيا في الولايات المتحدة، وتوفي في 16 يونيو 1929 في لانكستر في الولايات المتحدة.

## وصلات خارجية
- جورج كارمان على موقعبيزبول رفرنس.كوم (الدوري الرئيسي) (الإنجليزية)
- جورج كارمان على موقعبيزبول رفرنس.كوم (الدوري الثانوي) (الإنجليزية)